# Aliatypus coylei
Aliatypus coylei es una especie de arácnido perteneciente al género Aliatypus, dentro de la familia Antrodiaetidae, del orden de las arañas.

## Distribución
La especie se distribuye por Estados Unidos.

## Taxonomía
Fue descrita científicamente por Marshal Hedin y Dave Carlson en 2011. La descripción original fue publicada en A new trapdoor spider species from the southern Coast Ranges of California (Mygalomorphae, Antrodiaetidae, Aliatypus coylei, sp. nov,), including consideration of mitochondrial phylogeographic structuring. Zootaxa, número 2963, entre las páginas 55 y 68.